# Caño Cristales
Caño Cristales es un río de Colombia que está ubicado en la sierra de la Macarena, en el municipio del mismo nombre, en el departamento del Meta. Ha sido denominado «el río de los dioses», «el río de los siete colores», «el arco iris que se derritió» e, incluso, «el río más hermoso del mundo», ya que en su fondo se reproducen plantas acuáticas que con la exposición al sol cambian de color en un proceso que va desde el verde hasta un rojo intenso. Esto produce el efecto visual de estar frente a un río de seis colores: rojo, amarillo y verde, por las plantas; negro, por el agua de selva que baja por allí; azul, por el reflejo del cielo; y blanco, por la espuma formada por las caídas de agua.

## Descripción

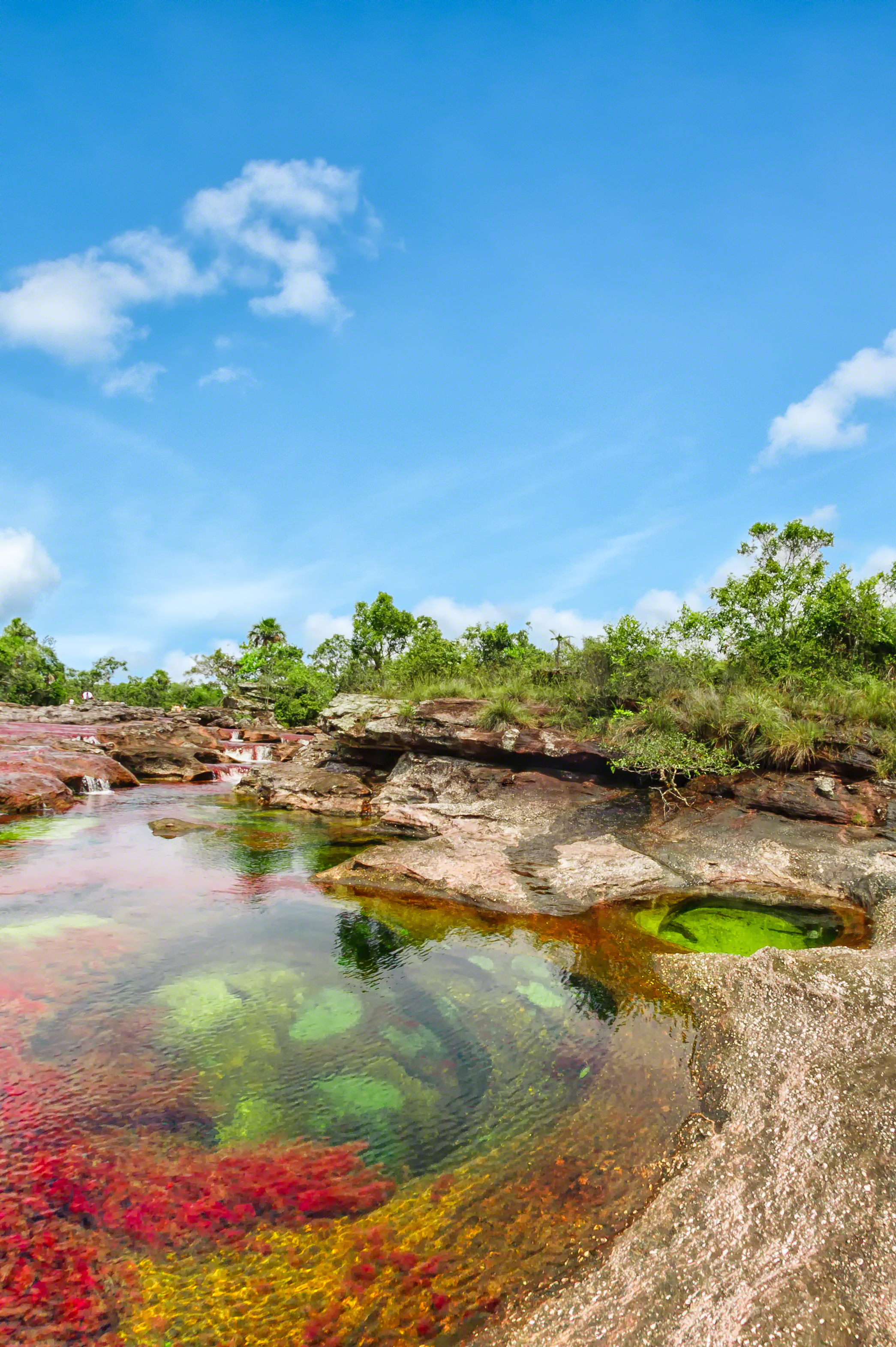
Poza del río en el sector de Los Ochos.

Cabe explicar que, en la villa, se llaman caños a los ríos de menor longitud y anchura, comparados con gigantes como el Amazonas, el Guaviare, el Caquetá y el Putumayo.
Siendo un río de menor longitud y anchura, el Caño Cristales no alcanza los 100 km de longitud ni sobrepasa los 20 m de ancho. Es una sucesión de rápidos, cascadas, correones y pocetas cuyas aguas se desprenden de la meseta sur de la serranía de la Macarena, donde se ubica su nacimiento, a espaldas de los más antiguos tepuyes de la Sierra en una zona escarpada en la que se encuentran numerosas pinturas rupestres aún inexploradas. Esas aguas, de tal pureza que permiten ver el fondo y toda la magia que encierra este hermoso río, corren hacia el río Guayabero recogiendo a su paso innumerables brazuelos de las sabanas rocosas de la Sierra.
El caño desemboca sin sus colores característicos pues estos se han perdido en la vereda La Cachivera, a la altura del camino real —hoy en día, una carretera— que lo atraviesa.
Por ser rocoso el lecho de Caño Cristales, basta una lluvia de moderada intensidad para que su caudal crezca de una manera impresionante y deje aislado al viajero en sus orillas; sin embargo, el río suele decrecer con la misma rapidez. Durante el verano, las aguas se secan y las plantas rojas tienen entonces su oportunidad para multiplicarse. De la Serranía de la Macarena bajan varias corrientes de agua como caño Indio, caño Yarumales, y caño Canoas, pero solo Caño Cristales, el río de los cinco colores, ha sido llamado 'el más hermoso del mundo'.

### Descubrimiento y promoción mundial
Siendo inspirado por Alfredo Quiroga, Andrés Hurtado García en 1989 recorrió desde el municipio de La Macarena el sendero que llevaba a lo que él después apodó como Caño Cristales. Con sus fotografías y columnas en el periódico El Tiempo y en la revista Iberia llamó la atención del público mundial.  Adicionalmente con el libro Caminando Colombia (2012) Archivado el 21 de abril de 2018 en Wayback Machine., donde el río fue la fotografía de portada, Caño Cristales se estableció como destino ecoturistico colombiano.
Desde ese entonces el río ha sido visitado innumerables ocasiones y participado en producciones como Colombia: Magia Salvaje.

## Origen geológico
Las rocas de la Macarena alcanzan los 1200 millones de años de antigüedad y constituyen la prolongación hacia el occidente del llamado Escudo Guyanés de Venezuela, Guayana y Brasil. Las rocas de la región pertenecen a la cobertura sedimentaria del Macizo Guayanés.
Los pequeños pozos circulares —marmitas de gigante— que caracterizan el lecho río han sido abiertos por minerales de gran dureza. Cuando uno de estos duros fragmentos de mineral cae en alguna de las cavidades existentes, grandes o pequeñas, comienza a girar rozándose con la pared de la cavidad y va aumentando las dimensiones del pozo.

## Flora y fauna

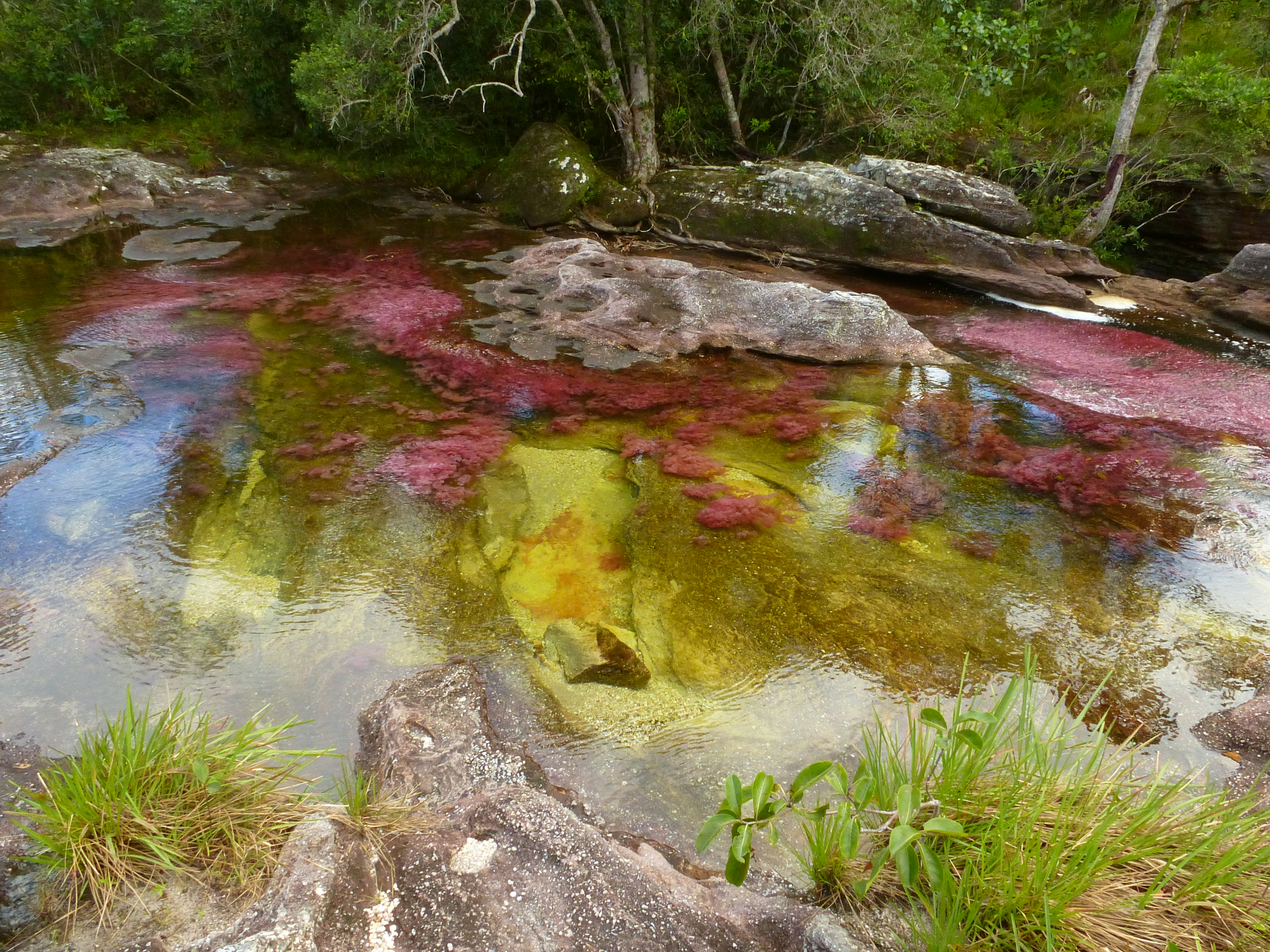
Vista del río donde se aprecia la coloración rojiza de su fondo.

La importancia biológica de la Macarena se debe a que participa de tres ecosistemas ricos en diversidad de flora y fauna: cordillera de los Andes, Llanos Orientales y selva Amazónica. «En cada brecha los nuevos gérmenes apresuran las gestaciones», dice José Eustasio Rivera en La Vorágine, refiriéndose a este tipo de vegetación.
En la selva de la Macarena la lucha por los nutrientes hace que el suelo se pueble de hongos variados que ayudan a descomponer los troncos de los árboles
Caño Cristales tiene plantas acuáticas en su lecho rocoso. Su color rojo es característico de las plantas endémicas que corresponden a la especie Macarenia clavigera de la familia de Podostemaceae, planta así identificada por el biólogo Jesús Idrobo.
El bioma representativo de la serranía de La Macarena es de selva húmeda subhidrofítica de los pisos térmicos cálido, templado y frío. La sierra es hogar de unas 420 especies de aves, diez especies de anfibios, 43 especies de reptiles y ocho de primates.
Si bien el río se caracteriza por su escasez de materiales de arrastre y sedimentación, es posible encontrar algunos pequeños peces que en época de lluvias se aventuran río arriba desde su desembocadura en el río Guayabero. Posteriormente vuelven a bajar a medida que las aguas de Caño Cristales descienden su caudal, conforme pasa la temporada de lluvias. 
Otros caños de la Macarena, ostentan también plantas rojas en invierno, como el Caño Siete Machos. Estas plantas rojas se adhieren fuertemente a las rocas en los lugares donde el río tiene más corriente.